# Liste noire des espèces envahissantes en Suisse
La liste noire des espèces envahissantes en Suisse est une liste établie au niveau national et régional ayant pour but d'évaluer le niveau de dangerosité que représentent les espèces invasives pour la richesse biologique, l'écologie et l'économie du pays. Cette liste est réalisée et publiée par la fondation Infoflora en 2014. 
L'office fédéral de l'environnement est l'office chargé du dossier.

## Espèces végétales envahissantes en Suisse
- Abutilon theophrasti
- Ailanthus altissima
- Ambrosia artemisiifolia
- Amorpha fruticosa
- Artemisia verlotiorum
- Asclepias syriaca
- Buddleja davidii
- Bunias orientalis
- Cabomba caroliniana
- Crassula helmsii
- Cyperus esculentus
- Echinocystis lobata
- Elodea canadensis
- Elodea nuttallii
- Erigeron annuus
- Heracleum mantegazzianum
- Hydrocotyle ranunculoides
- Impatiens glandulifera
- Lonicera henryi
- Lonicera japonica
- Ludwigia grandiflora
- Ludwigia peploides
- Lupinus polyphyllus
- Myriophyllum aquaticum
- Polygonum polystachyum
- Prunus laurocerasus
- Prunus serotina
- Pueraria lobata
- Reynoutria japonica
- Reynoutria sachalinensis
- Reynoutria x bohemica
- Rhus typhina
- Robinia pseudoacacia
- Rubus armeniacus
- Senecio inaequidens
- Sicyos angulatus
- Solanum carolinense
- Solidago canadensis
- Solidago gigantea
- Toxicodendron radicans
- Trachycarpus fortunei
- Acacia dealbata
- Aster novi-belgii
- Aster lanceolatus
- Bassia scoparia
- Cornus sericea
- Galega officinalis
- Helianthus tuberosus
- Impatiens balfourii
- Lysichiton americanus
- Opuntia humifusa
- Parthenocissus inserta
- Paulownia tomentosa
- Phytolacca americana
- Sagittaria latifolia
- Sedum spurium
- Sedum stoloniferum
- Solidago graminifolia
- Symphoricarpos albus

## Espèces envahissantes interdites à la vente
Lors de sa séance du 1er mars 2024, le Conseil fédéral a adopté une modification de l’ordonnance sur la dissémination dans l’environnement. Certaines plantes exotiques envahissantes ne peuvent plus être mis en vente depuis le 1er septembre 2024. Ces espèces sont listées dans l'ordonnance. Cette décision fait suite à la motion "Interdire la vente de néophytes envahissantes" de la conseillère nationale Claudia Friedl déposée le 20 décembre 2019. Le Conseil national et le Conseil des États l’ont adoptée respectivement le 19 juin et le 8 décembre 2020.